# Rosemarie Fuchs
Rosemarie „Rosi“ Fuchs (* 1941 in Elsterwerda; † 26. August 2002) war eine deutsche Ingenieurin und Politikerin (FDP).

## Leben und Beruf
Fuchs arbeitete von 1962 bis 1990 als Entwicklungsingenieurin (Ingenieurin für Werkstofftechnik) im Halbleiterwerk in Frankfurt (Oder). Im März 1990 wurde sie stellvertretende Leiterin des staatlichen MfS-Auflösungskomitees im Bezirk Frankfurt (Oder).
Rosemarie Fuchs war verheiratet und hatte vier Kinder.

## Politik
Während der politischen Wende in der DDR engagierte sich Fuchs in der Bürgerrechtsbewegung. Im Herbst 1989 schloss sie sich dem Neuen Forum an. Sie wechselte im April 1990 zum Bund Freier Demokraten, trat kurz darauf in die FDP ein und wurde in den Bundesvorstand der Liberalen gewählt. 1990 zog sie als Abgeordnete in den Brandenburgischen Landtag ein. Hier war sie von 1990 bis 1992 Mitglied des Ausschusses für Ernährung, Landwirtschaft und Forsten, Mitglied des Rechtsausschusses sowie stellvertretende Vorsitzende des Innenausschusses. Im Parlament vertrat sie den Wahlkreis Frankfurt/Oder I.
Anfang der 1990er-Jahre erhoben Mitglieder des Frankfurter Bürgerkomitees Vorwürfe gegen Fuchs, sie habe Stasi-Akten vernichten lassen und mit ehemaligen Mitarbeitern des Ministeriums für Staatssicherheit (MfS) zusammengearbeitet. 1993 leitete die Staatsanwaltschaft Frankfurt/Oder gegen sie ein Verfahren wegen des Verdachts des schweren Gewahrsamsbruches ein. Daraufhin legte Fuchs alle Parteiämter nieder und trat aus der FDP aus. Am 14. Juni 1993 verließ sie auch die FDP-Fraktion, blieb aber noch bis zum Ende der Legislaturperiode 1994 fraktionslose Landtagsabgeordnete.
Fuchs wurde von 1990 bis 1993 vom Bundesnachrichtendienst regelrecht bedrängt, bei der Auflösung des MfS in Frankfurt(Oder) über ehemalige Stasi-Kader Kontakte zum KGB herzustellen. Die gerichtlichen Ermittlungsverfahren gegen Fuchs wurden Anfang 1995 endgültig eingestellt. Dennoch führten die vorangegangenen Vorgänge zum Ende ihrer politischen Karriere.

## Trivia
Nach einem Verkehrsunfall, der sich am 21. April 1993 in Potsdamer Innenstadt ereignete, beging Fuchs angeblich Fahrerflucht. Ein Jahr später wurde sie vom Landgericht Potsdam zu einer Geldstrafe von 4.500 DM und zu einem dreimonatigen Führerscheinentzug verurteilt. Anschließend focht sie das Urteil an, das, nachdem sich keine Beweise für die Vorwürfe fanden, noch im gleichen Jahr vom Oberlandesgericht Brandenburg aufgehoben wurde.